# Беззвучна гласилкова проходна съгласна
Беззвучната гласилкова проходна съгласна представлява вид съгласен звук на речта, използван в някои човешки езици. По своя начин на учленение, този звук наподобява проходна съгласна или приблизителна съгласна, но често при неговото произношение липсват характерните за същински съгласен звук качества. По тези причини, някои езиковеди окачествяват този звук по-скоро като преходна фаза (транзиция) на гласните струни. Знакът за звука в МФА е [h], а в X-SAMPA – h.